# KR Большого Пса
KR Большого Пса (лат. KR Canis Majoris), HD 49683 — одиночная переменная звезда в созвездии Большого Пса на расстоянии приблизительно 2287 световых лет (около 701 парсека) от Солнца. Видимая звёздная величина звезды — от +8,8m до +8,2m.

## Характеристики
KR Большого Пса — красный гигант, пульсирующая полуправильная переменная звезда типа SRB (SRB) спектрального класса M4III.